# Šilo (Dobrinj)
Šilo (olaszul: Sillo) falu Horvátországban Tengermellék-Hegyvidék megyében. Közigazgatásilag Dobrinjhoz tartozik.

## Fekvése
Krk keleti részén, községközpontjától 5 km-re keletre Crikvenicával szemben, a gyakori keleti és déli szelektől a jól védett Stipanja-öböl partján fekszik. Az öblöt keletről a Šiloi-fok határolja, melyen világítótorony látható. A Crikvenicától való távolsága a Vinodoli-csatornán át csak mintegy 2,5 km.

## Története
Šilo a Dobrinjština (Dobrinj vidéke) egyik legfiatalabb települése. Az 1780-as összeírásban még nem szerepel. A települést nyilvánvalóan crikvenicaiak és selceiek alapították, mivel sokuknak volt itt a csatorna túlpartján saját birtoka és ez ma sincs másképp. A vezetéknevek túlnyomó része is ezt az eredetet támasztja alá. Az itteniek a szomszédos vinodoli térség lakosságát csak felvidékieknek (gorinjcima) nevezik, mivel a felső, azaz északra fekvő területeken élnek. Šilo 1918-ig az Osztrák-Magyar Monarchia része volt. 1880-ban 27, 1910-ben 176 lakosa volt. Lakossága a 19. század végére a turizmus fejlődésével ugrásszerűen megnőtt. Šilo kompkikötője hosszú ideig a szigetet a kontinenssel összekötő egyik legfontosabb kapocs volt. Ez okból hozták létre Šilon 1905. február 19-én a Krki Gőzhajózási Társaságot, mely megalakulása után megvásárolta a Dinko Vitezić gőzhajót és már 1905 június 1-jén megindította a Šilo - Vrbnik – Crikvenica menetrendszerű hajójáratot.
Az Osztrák–Magyar Monarchia bukását rövid olasz uralom követte, majd a település a Szerb–Horvát–Szlovén Királyság része lett. A második világháború idején előbb olasz, majd német csapatok szállták meg. A háborút követően újra Jugoszlávia, majd az önálló horvát állam része lett. 1959 után a turizmus újabb fellendülése következett, amikor újra megindult a Crikvenica és a Krk-sziget közötti hajóforgalom. 2011-ben 370 lakosa volt, akik főként a turizmusból éltek.

## Nevezetességei
- Szent Miklós püspök tiszteletére szentelt temploma 1900-ban épült.
- Šilo búcsúünnepe augusztus 16-a Szent Rókus napja, melyet a 19. század közepe, egy dögvész pusztítása óta ünnepelnek.
- A római villa, egy tulajdonképpeni 6. századi bizánci erőd maradványai a településtől délkeletre egy a tengerpart feletti magaslaton állnak. A romoktól szép kilátás nyílik a túloldali településekre, Crikvenicára és Selcére. Innen figyelték a helyiek is a tengeri rablókat, akik a századok során nem kerülték el ezt a vidéket sem.
- A településtől délre található a Za Zidine-Mirine régészeti lelőhely, mely Justinianus bizánci császár korának egy kisebb erődjének maradványaiból áll. Az erődöt a 6. század közepén építettek egy őskori sáncon. Az erődtől megmaradt egy nagyobb, keletről nyugat felé húzódó védőfal. A fal nyugati részén háromszög alakú kiemelkedés látható. Az őskori sánc teljes felületén nagyszámú beomlott falazat található. Hozzá kapcsolódik a közeli Murvenica-öbölben lévő, a tengerben található leletanyag.[2]

## Lakosság
| Lakosság változása | Lakosság változása | Lakosság változása | Lakosság változása | Lakosság változása | Lakosság változása | Lakosság változása | Lakosság változása | Lakosság változása | Lakosság változása | Lakosság változása | Lakosság változása | Lakosság változása | Lakosság változása | Lakosság változása | Lakosság változása |
| ------------------ | ------------------ | ------------------ | ------------------ | ------------------ | ------------------ | ------------------ | ------------------ | ------------------ | ------------------ | ------------------ | ------------------ | ------------------ | ------------------ | ------------------ | ------------------ |
| 1857               | 1869               | 1880               | 1890               | 1900               | 1910               | 1921               | 1931               | 1948               | 1953               | 1961               | 1971               | 1981               | 1991               | 2001               | 2011               |
| 0                  | 0                  | 27                 | 54                 | 77                 | 176                | 120                | 142                | 153                | 172                | 151                | 188                | 229                | 346                | 381                | 370                |